# フアン・ペレス (外野手)
フアン・カルロス・ペレス（Juan Carlos Perez, 1986年11月13日 - ）は、 ドミニカ共和国・サンティアゴ州サンティアゴ・デ・ロス・カバリェロス出身のプロ野球選手（外野手）。右投右打。アメリカ独立リーグ・アトランティックリーグのチャールストン・ダーティーバーズ所属。

## 経歴

### プロ入りとジャイアンツ時代
2008年のMLBドラフト13巡目（全体387位）でサンフランシスコ・ジャイアンツから指名され、8月11日に契約。
2009年に傘下のA級オーガスタ・グリーンジャケッツでプロデビュー。123試合に出場して打率.244・9本塁打・54打点・18盗塁の成績を残した。
2010年はA+級サンノゼ・ジャイアンツでプレーし、131試合に出場して打率.298・13本塁打・63打点・17盗塁の成績を残した。
2011年はAA級リッチモンド・フライングスクウォーレルズでプレーし、131試合に出場して打率.256・4本塁打・40打点・22盗塁の成績を残した。
2012年もAA級リッチモンドプレーし、126試合に出場して打率.302・11本塁打・53打点・18盗塁の成績を残した。オフの11月20日にジャイアンツとメジャー契約を結び、40人枠入りを果たした。
2013年3月15日にAAA級フレズノ・グリズリーズへ異動し、そのまま開幕を迎えた。6月8日にメジャーへ昇格し、翌9日のアリゾナ・ダイヤモンドバックス戦でメジャーデビュー。8番・中堅手で先発起用され、3打数1安打1打点だった。7月5日にAAA級フレズノへ降格し、9月3日にメジャーへ再昇格した。この年メジャーでは34試合に出場して打率.258・1本塁打・8打点・2盗塁の成績を残した。
2014年は自身初の開幕ロースター入りを果たした。レギュラーシーズンでは61試合に出場した。カンザスシティ・ロイヤルズとのワールドシリーズのメンバーにも選ばれ、チャンピオンリングを獲得。
2015年は40人枠には入ったが、開幕はAAA級サクラメント・リバーキャッツで迎えた。8月11日に25人枠入りしたが、9月23日に左外腹斜筋痛で60日間の故障者リスト入りし、復帰しないままシーズンを終えた。11月6日に40人枠から外れ、AAA級サクラメントへ配属された。

### カブス傘下時代
2015年12月15日にシカゴ・カブスとマイナー契約を結び、2016年のスプリングトレーニングに招待選手として参加することになった。
2016年は傘下のAAA級アイオワ・カブスでプレーし、108試合に出場して打率.248・6本塁打・30打点・12盗塁の成績を残した。オフの11月7日にFAとなった。

### タイガース傘下時代
2016年12月14日にデトロイト・タイガースとマイナー契約を結び、2017年のスプリングトレーニングに招待選手として参加することになった。
2017年8月8日に放出された。

### タイガース退団後
2018年4月23日にメキシカンリーグのモンクローバ・スティーラーズと契約を結んだ。5月4日に放出された。7月27日に再契約を結んだ。
2019年7月16日にアグアスカリエンテス・レイルロードメンにトレードされた。
2020年1月24日に放出された。
2021年4月20日にアトランティックリーグのハイポイント・ロッカーズと契約したが、公式戦に出場することなく退団し、5月20日にメキシカンリーグのタバスコ・キャトルメンと契約した。10月20日に自由契約となった。
2022年4月12日にアトランティックリーグのチャールストン・ダーティーバーズと契約した。

## 詳細情報

### 年度別打撃成績
| 年 度    | 球 団    | 試 合 | 打 席 | 打 数 | 得 点 | 安 打 | 二 塁 打 | 三 塁 打 | 本 塁 打 | 塁 打 | 打 点 | 盗 塁 | 盗 塁 死 | 犠 打 | 犠 飛 | 四 球 | 敬 遠 | 死 球 | 三 振 | 併 殺 打 | 打 率 | 出 塁 率 | 長 打 率 | O P S |
| -------- | -------- | ----- | ----- | ----- | ----- | ----- | -------- | -------- | -------- | ----- | ----- | ----- | -------- | ----- | ----- | ----- | ----- | ----- | ----- | -------- | ----- | -------- | -------- | ----- |
| 2013     | SF       | 34    | 97    | 89    | 8     | 23    | 5        | 0        | 1        | 31    | 8     | 2     | 0        | 1     | 1     | 6     | 0     | 0     | 21    | 3        | .258  | .302     | .348     | .650  |
| 2014     | SF       | 61    | 109   | 100   | 13    | 17    | 7        | 0        | 1        | 27    | 3     | 0     | 1        | 2     | 0     | 5     | 0     | 2     | 25    | 3        | .170  | .224     | .270     | .494  |
| 2015     | SF       | 22    | 40    | 39    | 5     | 11    | 3        | 0        | 0        | 14    | 2     | 1     | 0        | 0     | 0     | 1     | 0     | 0     | 6     | 1        | .282  | .300     | .359     | .659  |
| MLB：3年 | MLB：3年 | 117   | 246   | 228   | 26    | 51    | 15       | 0        | 2        | 72    | 13    | 2     | 2        | 3     | 1     | 12    | 0     | 2     | 52    | 7        | .224  | .267     | .316     | .583  |

- 2019年度シーズン終了時

### 年度別守備成績
内野守備
| 年 度 | 球 団 | 二塁（2B） | 二塁（2B） | 二塁（2B） | 二塁（2B） | 二塁（2B） | 二塁（2B） |
| 年 度 | 球 団 | 試 合      | 刺 殺      | 補 殺      | 失 策      | 併 殺      | 守 備 率   |
| ----- | ----- | ---------- | ---------- | ---------- | ---------- | ---------- | ---------- |
| 2015  | SF    | 1          | 0          | 0          | 0          | 0          | ----       |
| MLB   | MLB   | 1          | 0          | 0          | 0          | 0          | ----       |

外野守備
| 年 度 | 球 団 | 左翼（LF） | 左翼（LF） | 左翼（LF） | 左翼（LF） | 左翼（LF） | 左翼（LF） | 中堅（CF） | 中堅（CF） | 中堅（CF） | 中堅（CF） | 中堅（CF） | 中堅（CF） | 右翼（RF） | 右翼（RF） | 右翼（RF） | 右翼（RF） | 右翼（RF） | 右翼（RF） |
| 年 度 | 球 団 | 試 合      | 刺 殺      | 補 殺      | 失 策      | 併 殺      | 守 備 率   | 試 合      | 刺 殺      | 補 殺      | 失 策      | 併 殺      | 守 備 率   | 試 合      | 刺 殺      | 補 殺      | 失 策      | 併 殺      | 守 備 率   |
| ----- | ----- | ---------- | ---------- | ---------- | ---------- | ---------- | ---------- | ---------- | ---------- | ---------- | ---------- | ---------- | ---------- | ---------- | ---------- | ---------- | ---------- | ---------- | ---------- |
| 2013  | SF    | 11         | 17         | 2          | 0          | 0          | 1.000      | 20         | 50         | 6          | 1          | 1          | .982       | 1          | 0          | 0          | 0          | 0          | .---       |
| 2014  | SF    | 40         | 29         | 1          | 0          | 0          | 1.000      | 17         | 32         | 1          | 0          | 1          | 1.000      | 5          | 4          | 0          | 1          | 0          | .800       |
| 2015  | SF    | 8          | 9          | 0          | 0          | 0          | 1.000      | 5          | 4          | 1          | 0          | 0          | 1.000      | -          | -          | -          | -          | -          | -          |
| MLB   | MLB   | 59         | 55         | 3          | 0          | 0          | 1.000      | 42         | 86         | 8          | 1          | 2          | .989       | 6          | 4          | 0          | 1          | 0          | .800       |

- 2019年度シーズン終了時

### 背番号
- 2（2013年 - 2015年）